# Siemens-Schuckert D.III
Die Siemens-Schuckert D.III war ein gegen Ende des Ersten Weltkrieges von den Siemens-Schuckertwerken konstruiertes und auf deutscher Seite bei den Fliegertruppen eingesetztes einsitziges Doppeldecker-Jagdflugzeug.

## Entwicklung
Die D.III wurde von Diplom-Ingenieur Harald Wolff aus einer Serie von D.II-Prototypen entwickelt, um den neuartigen Siemens & Halske Sh.III-Umlaufmotor einzusetzen. Die D.II, D.IIa und D.IIb wurden ab Juni 1917 mit den neuen Motoren erprobt, später folgte der Versuchstypen D.IIc. Die letzten als D.IIe bezeichneten Prototypen wurden in D.III umbenannt.

## Einsatz

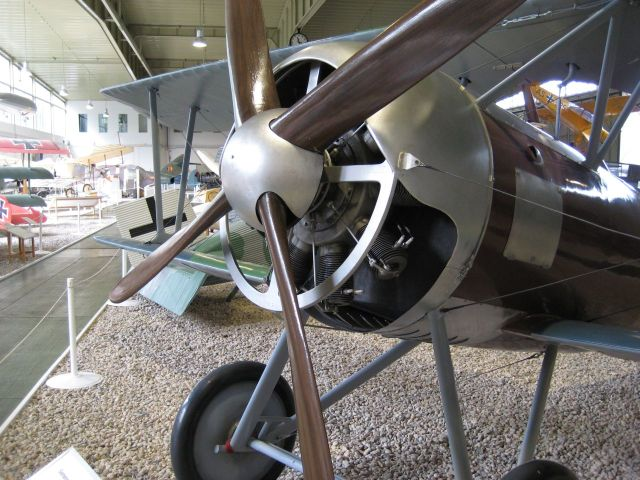
Luftgekühlter Umlaufmotor mit verkürzter Motorhaube

Die Inspektion der Fliegertruppe orderte am 26. Dezember 1917 eine erste Vorserie von 20 Flugzeugen mit den Nummern D.8340/17 bis D.8359/17, die ab Januar 1918 an die Front geliefert wurde. Im Februar 1918 erfolgte eine weitere Bestellung über 30 Stück. Die Piloten des Jagdgeschwaders 2 erhielten als erste die neue Maschine, reklamierten jedoch nach einiger Zeit, dass der neue Sh.III-Motor zur Überhitzung neigte und bei Nutzung herkömmlichen Schmieröls bereits nach 10 Betriebsstunden Kolbenfresser und Kurbelwellenbrüche drohten. Siemens-Schuckert musste daher die gelieferten Flugzeuge zurücknehmen und schnitt zur besseren Kühlung ein Stück aus der runden Motorhaube heraus und verkleinerte die Propellerhaube (Spinner). Der Kommandeur des Jagdgeschwaders 2 Hauptmann Rudolf Berthold drängte darauf, die Kampfflugzeuge schnellstmöglich wieder für den Fronteinsatz instand zu setzen, da diese nach Beseitigung der Kinderkrankheiten versprächen, zu den besten Kampfeinsitzern an der Front zu werden. Als die Flugzeuge im Juli 1918 wieder zum Einsatz kamen, war die Bestellung inzwischen auf 200 Stück erhöht worden.
Trotz durchschnittlicher Geschwindigkeit erwiesen sich die D.III und ihr bald darauf erscheinender Nachfolger D.IV nun als hervorragende Jagdflugzeuge. Ihre Steigleistungen erreichte kein anderes Flugzeug dieser Zeit, wodurch sie sich besonders für den Einsatz als Abfangjäger in den Kampf-Einsitzer-Staffeln des Heimatschutzes eigneten.
Eine Reihe von berühmten Weltkriegspiloten flogen die Siemens-Schuckert D.III, darunter Leutnant Ernst Udet (mit dem roten Anstrich des Jagdgeschwaders 1), Leutnant Fritz Beckhardt (ein grünes Flugzeug mit Hakenkreuzen), Leutnant Joseph Veltjens und Leutnant Olivier Freiherr von Beaulieu-Marconnay (beide Maschinen mit blau-rotem Anstrich der Jagdstaffel 15).

### Leistungsvergleich ca. Mai 1918
| Name                    | Land                   | Motorleistung | max. Geschwindigkeit | Startmasse | Bewaffnung                | Gipfelhöhe |
| ----------------------- | ---------------------- | ------------- | -------------------- | ---------- | ------------------------- | ---------- |
| Siemens-Schuckert D.III | Deutsches Reich        | 160 PS        | 180 km/h             | 725 kg     | 2                         | 8000 m     |
| Fokker D.VIII           | Deutsches Reich        | 110 PS        | 204 km/h             | 605 kg     | 2                         | 6300 m     |
| SPAD S.XIII             | Frankreich             | 220 PS        | 222 km/h             | 820 kg     | 2                         | 6650 m     |
| Sopwith Camel           | Vereinigtes Königreich | 130 PS        | 185 km/h             | 659 kg     | 2 und vier 11,3-kg-Bomben | 5791 m     |
| S.E.5a                  | Vereinigtes Königreich | 200 PS        | 222 km/h             | 880 kg     | 2                         | 5185 m     |

### Verbände, die Siemens-Schuckert D.III einsetzten
- Deutsches Reich:
  - Jagdstaffeln (Westfront):
    - Jasta 2
    - Jasta 4
    - Jasta 12
    - Jasta 13
    - Jasta 15
    - Jasta 19
    - Jasta 26
    - Jasta 27
    - Jasta 36

  - Kampf-Einsitzer-Staffeln (Heimatschutz):
    - Kest 4a
    - Kest 4b
    - Kest 5
    - Kest 6
    - Kest 8

  - Schuleinheiten:
    - Jagdstaffelschule Nr. 1

- Schweizer Flugwaffe

## Technische Daten

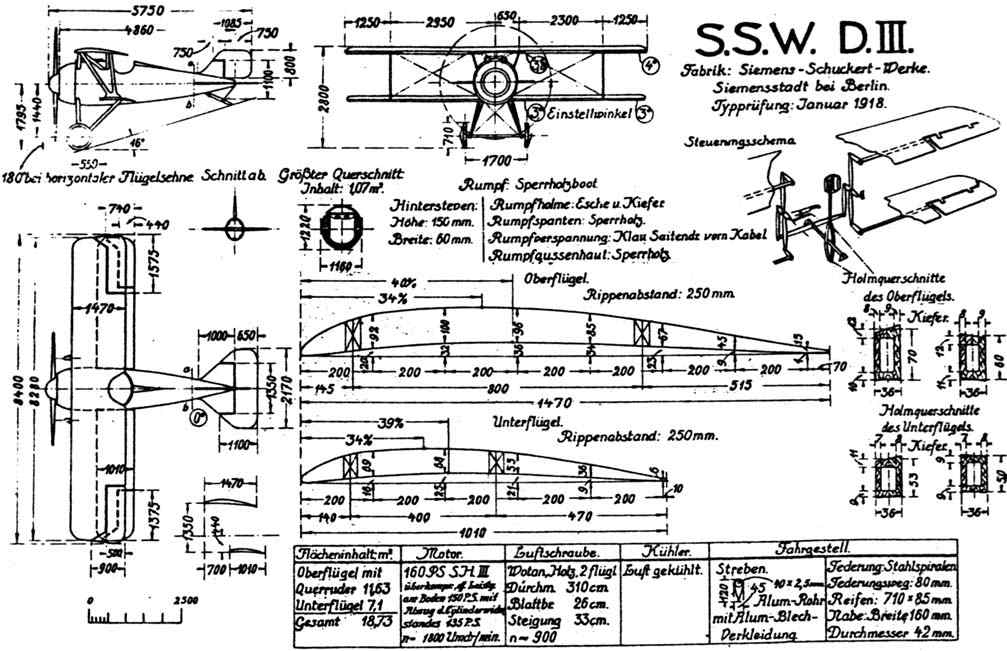
Dreiseitenriss Siemens-Schuckert D.III mit Tragflächen- und Holmschnitt

| Kenngröße              | Daten |
| ---------------------- | --- |
| Besatzung              | 1 |
| Länge                  | 5,75 m |
| Spannweite             | 8,43 m |
| Leitwerksspannweite    | 2,17 m |
| Tragflügeltiefe (oben) | 1,47 m |
| Höhe                   | 2,80 m |
| Radabstand             | 1,70 m |
| Flügelfläche           | 18,84 m² |
| Leermasse              | 523 kg |
| Startmasse             | 725 kg |
| Triebwerk              | ein Elfzylinder-Umlaufmotor Siemens & Halske Sh.III, 210 PS (ca. 150 kW)                                             |
| Höchstgeschwindigkeit  | 190 km/h |
| Steigzeit              | auf 1000 m: 1,75 min auf 2000 m: 3,75 min auf 3000 m: 6 min auf 5000 m: 13 min auf 6000 m: 20 min auf 7000 m: 35 min |
| Dienstgipfelhöhe       | 8100 m |
| Reichweite             | 360 km |
| Flugdauer              | 2 h |
| Bewaffnung             | zwei MG 08/15 |